# Embalse de Vildé
El Embalse de Vilde se encuentra localizado en Burgo de Osma, pertenece a la Cuenca hidrográfica del Duero, y represa las aguas del río Duero.
La presa fue construida en el año 1975 y es de materiales sueltos con núcleo de arcilla. El embalse tiene una superficie de 65 ha, y una capacidad de 1 hm³.